# BMX (велосипед)
BMX (Bicycle Moto Cross) — разновидность велосипеда, изначально придуманная для тренировок. Такой велосипед предназначен для выполнения трюков в основном с применением трамплинов, насыпей и рамп.  Для детей — будущих спортсменов мотокросса и мотофристайла, физически невозможно было учиться кататься на полноразмерных мотоциклах для мотокросса, а специальных детских моделей в то далёкое время (1960-е годы) не было. Такой велосипед был проще для освоения. Потом BMX уже перерос в отдельный вид спорта, разделённый на несколько дисциплин, три из которых являются олимпийскими видами спорта — BMX freestyle, BMX dirt, BMX racing и BMX flatland. Решение о включении BMX в программу Олимпийских игр было принято Международным олимпийским комитетом (МОК) в 2003 году. Существует дисциплина BMX street, которая на данный момент олимпийской не является.

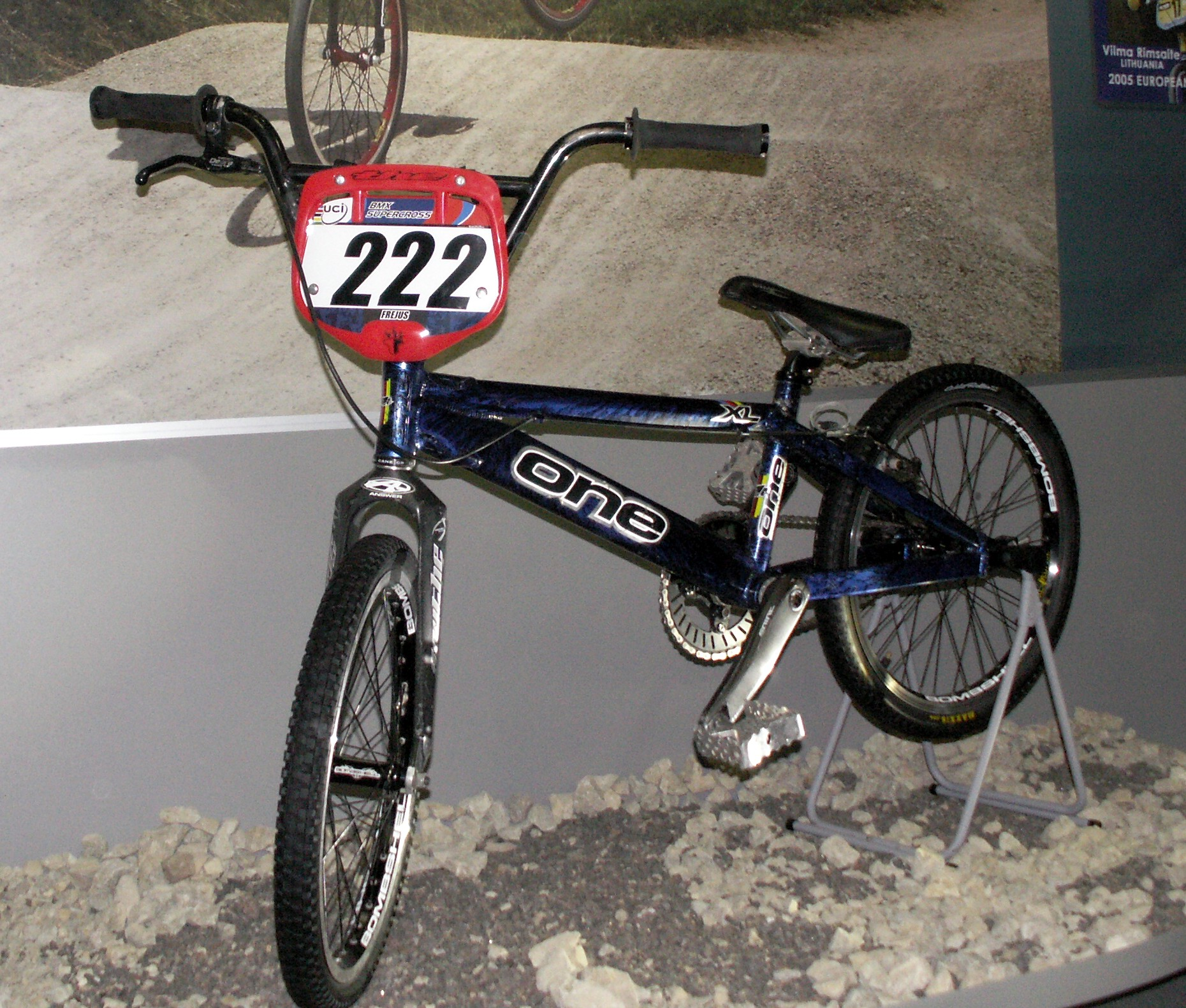
Велосипед BMX для BMX-Racing призёрки чемпионата мира 2009 по BMX Vilma Rimšaitė в музее

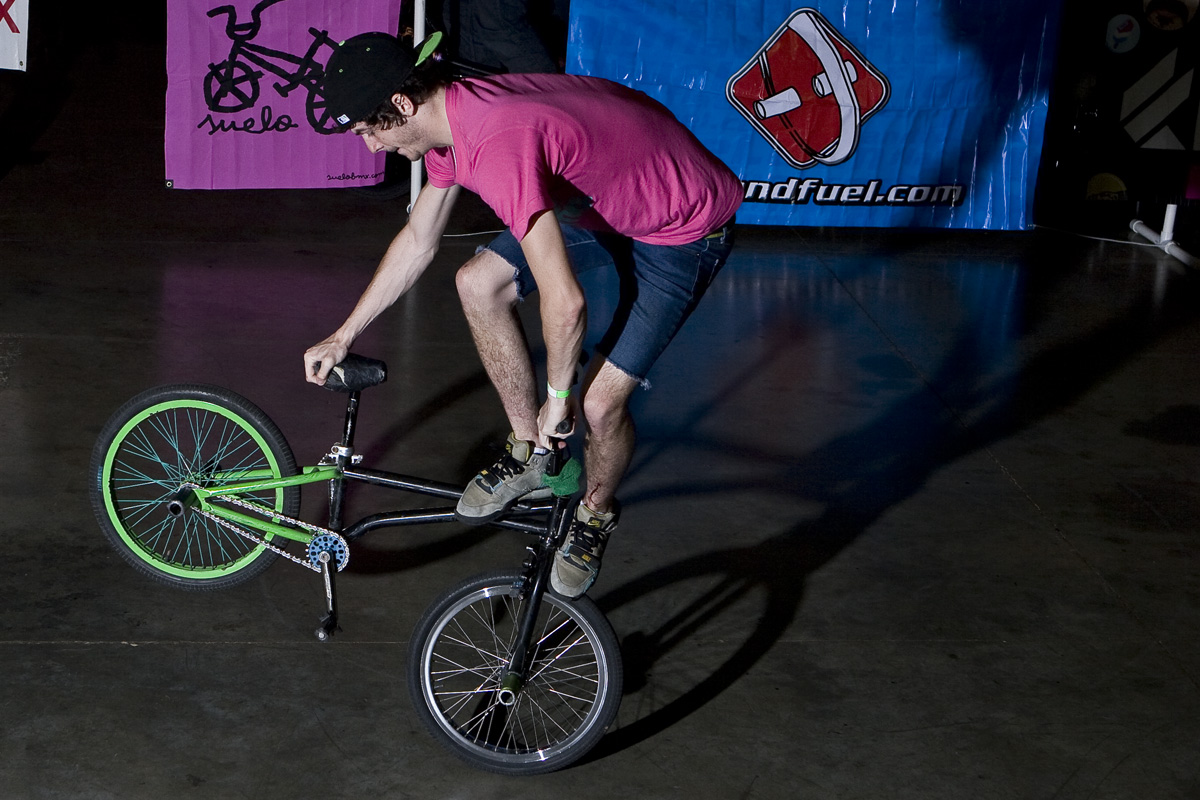
Велосипед BMX для flatland

## Конструкция и отличительные особенности велосипедов BMX
Главной особенностью велосипеда BMX являются колёса размерностью 20 дюймов, полное отсутствие подвески и наличие всего лишь одной передачи (для Олимпийских игр 2021 года был собран экспериментальный велосипед с 2 передачами). В остальном же вариации могут быть разными, в зависимости от предназначения (стиля катания). Велосипеды типа BMX, как правило, очень манёвренны, обладают малым весом (до 12 кг) в сочетании с выдающейся прочностью и жёсткостью.

### Рама
Рама для BMX делаются из расчёта на прочность в сочетании с лёгкостью, поэтому рама BMX имеет очень простую и надёжную конструкцию: два треугольника с общим основанием, крепления для втулки (дропауты), которые могут иметь большую площадь и толщину. Для увеличения прочности используется вварка дополнительных косынок в задние перья рамы и иногда между главными трубами. Дешёвые рамы для BMX’а делаются из нелегированной стали, а более дорогие — из легированной стали (с добавлением хрома и молибдена), реже из титана. В BMX racing используют алюминий, или более дорогой, лёгкий и жёсткий карбон. В технологии изготовления рам применяют «баттинг» — вытягивание ещё горячих труб. В итоге в местах нагрузки трубы более толстые, а где её мало — тоньше. Вытягивание может быть многоэтапным.

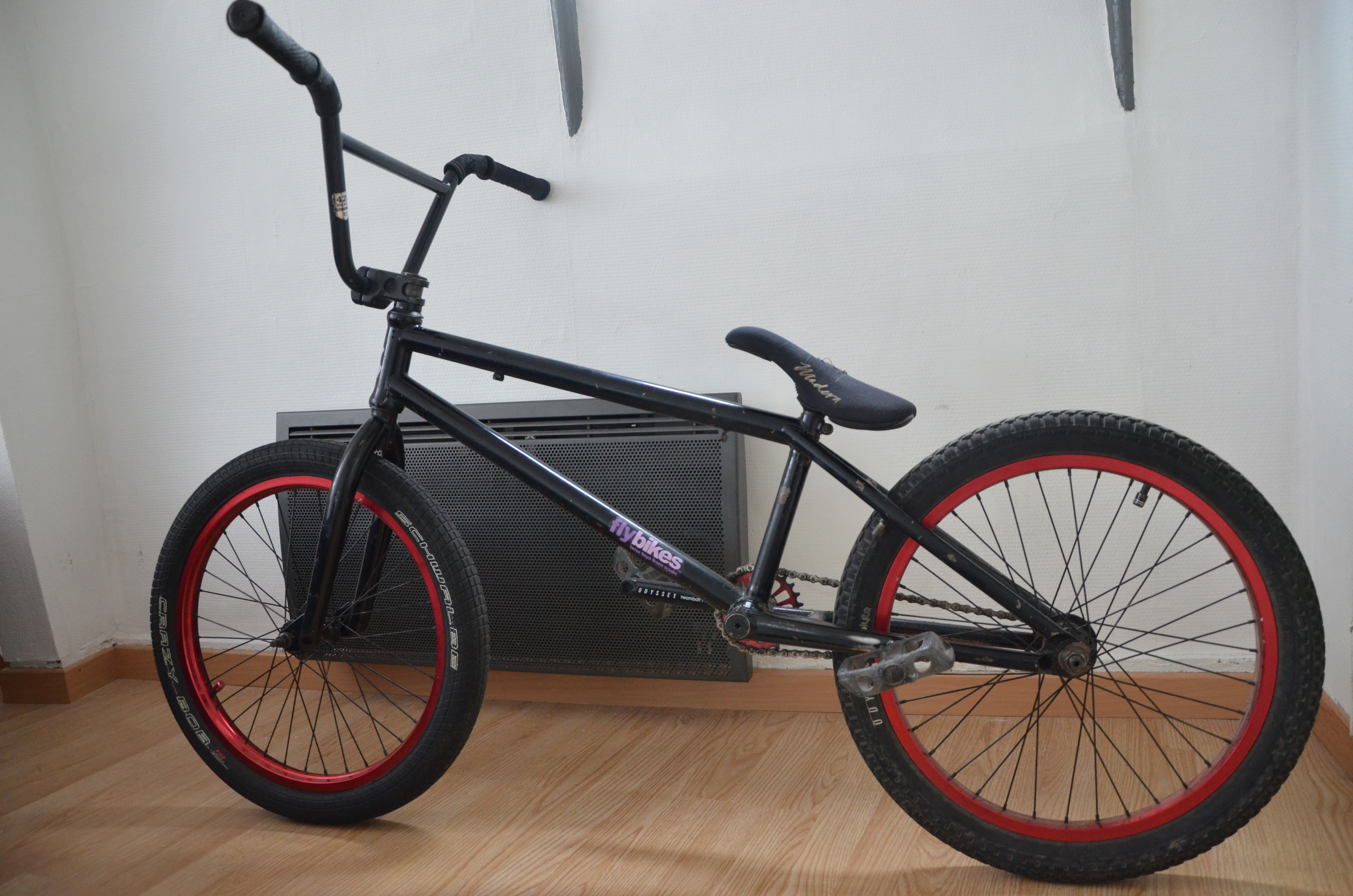

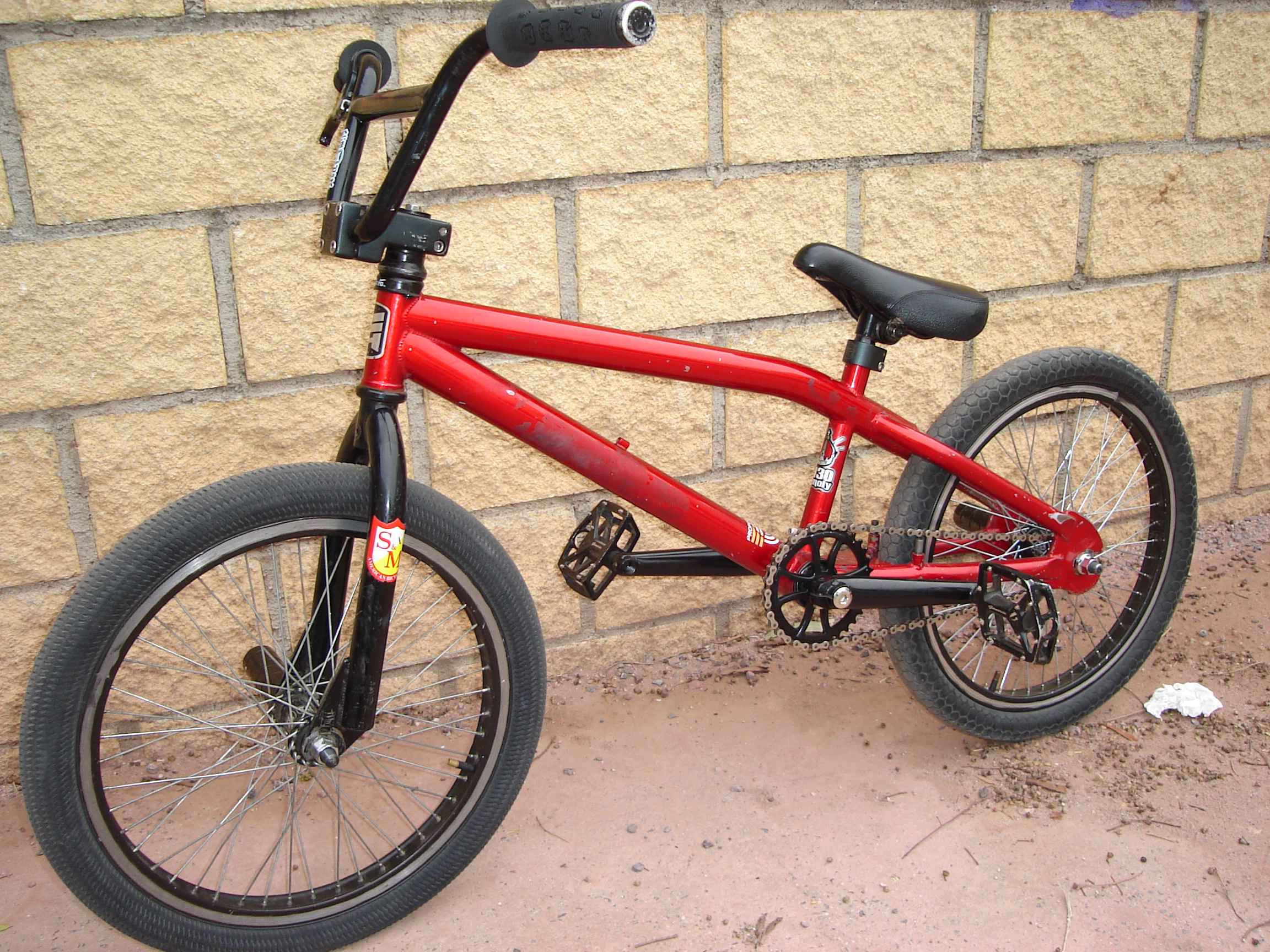
Велосипед BMX для freestyle

 На раме кареточный стакан (под подшипники для оси кареточного вала) может быть четырёх видов:
- American (Американка). Самый большой стакан, устанавливается на старые и/или дешёвые велосипеды. Рассчитан на запрессовывание двух чашек под подшипники в комплекте со втулкой между ними, чтобы подшипники стягивались и не ломались при затягивании осевых болтов на валу.
- Mid (Мид). Примерно на треть меньше по диаметру, подшипники впрессовываются непосредственно в раму, минуя чашки.
- Spanish (Испанка). Этот стакан устроен так же, как и Мид, но является самым маленьким по диаметру.
- Euro (Евро). Этот стакан имеет резьбу и рассчитан на установку особой каретки. В ней есть две завинчивающихся в раму чашки, в которые запрессованы четыре подшипника (по 2 на сторону) и втулка между подшипниками. Также данный тип кареточного стакана используется в рамах горного велосипеда.

### Колёса
Колёса на BMX имеют размер 20 дюймов (ISO 406, иногда 451 миллиметр), но встречаются и совсем «детские» версии 18, 16, 14, 12 дюймов ( в bmx racing на детских велосипедах используют более тонкие обода и резину размером 20/1 1/8, а также 20/1 3/8). Обода имеют широкий «коробчатый» профиль, бывают одинарные, двойные или даже тройные, большинство предназначено для использования с ободными тормозами. Также для BMX racing используется вытянутые внутрь обода для большей жёсткости при прямых ударов. Количество спиц может быть: 48 (спицовка в 4 креста) — это устаревший вариант; 32 (в 3 креста); 36 (в 3 креста).
Покрышки, как правило, слики или полуслики в зависимости от дисциплины, шириной 1,5 — 2,50 дюйма. Рекомендуемое давление в камерах 3-7.5 бар (300—750 кПа).

### Руль
На руле ВМХ, как правило, есть кроссбар (англ. crossbar) — перекладина посередине, повышающая прочность руля. Руль может быть сделан двухэлементным и четырёхэлементный (2pc и 4pc (pc - pieces)). Самые популярные рули — двухэлементные (из двух труб) и четырёхэлементные (соответственно, из четырёх). На концах руля, как правило, устанавливаются (натягиваются или если есть такая возможность то накидываются и прикручиваются шестигранником) грипсы — ручки для повышения сцепления рук с рулём и для предотвращения поврежедения пальцев рук при выполнении трюка barspin от английского прокрут руля на 360 градусов и более простых версий трюка такие как chicken bar и slide bar. Для того, чтобы при падении руль не прорезал кожу, а также чтобы при падении велосипеда не повреждался руль, на него устанавливаются баренды (англ. barends (англ. bar - руль, англ. end - конец)) — заглушки по обеим сторонам руля, бывают с винтами или свободно заходящие, нейлоновые или алюминиевые.

### Вынос
Деталь, которая соединяет руль с вилкой. Выполняется в основном из цельного куска алюминия.
Существуют три различные вариации выноса: frontload, topload, upload.
frontload вынос держит руль так что крышка держится спереди (руль перед выносом).
topload вынос устроен так что его крышка смотрит наверх (руль над выносом).
upload вынос устроен так, что его крышка - основная составляющая часть всего выноса и участвует в затяжке вилки (гибрид: руль спереди, но над выносом).

### Вилка
Деталь, к которой крепится переднее колесо. Состоит из двух ног, штока и дропаутов (пластины, держащие втулку). Как и на раме, дропауты имеют увеличенную площадь и толщину. Может выполняться из тех же материалов, что и рама, и может быть рассчитана на установку оси в 10 мм, реже — 14 мм (устаревшее), а шириной 100мм. В BMX racing появляется стандарт под 20 миллиметровую ось, шириной 100мм ( в отличие от других экстримальных велодисцеплин где втулка с осью 20 мм имеет ширину 110 мм ).

### Пеги
Пега (англ. Peg — колышек, штифт) — карбоновая, металлическая или пластиковая трубка, устанавливающаяся на ось (устанавливаются не всегда). Пеги используют для скольжения на гранях и перилах, а также как дополнительную опору при выполнении трюков. Пеги делают из стали, хромомолибденового сплава, титана, алюминия и прочного пластика. Пеги бывают длинными, короткими и т. н. «микропегами». Пеги для катания в стиле Flat обычно больше в диаметре, чем стандартные, и имеют цепкую поверхность для предотвращения соскальзывания ноги. Пеги для скольжений (в основном катание в стиле Street, реже Park) имеют более скользкую поверхность для лучшего скольжения. В некоторых моделях используется пластик, как внешняя оболочка для лучшего скольжения. Пластик является сменным и недолговечным, металл - долговечный, более цепкий (чем пластик), не сменный (лишь смена пеги целиком).

### Система шатунов
Под системой шатунов понимают вал и два шатуна. Шатунами в велосипедной терминологии ошибочно называют кривошипы, в то время как роль шатунов в данном случае играют голени велосипедиста. В системе на BMX применяется ось 19, 22 и 24 мм.
Встречается исполнение в трёх видах:
- Одноэлементные (One-Piece), когда оба шатуна и вал выполнены в виде одной детали. На жаргоне — «кочерга».
- Двухэлементные (Two-Piece), когда один из шатунов представляет собой единое целое с валом (сварены), а второй крепится к валу посредством того или иного шлицевого интерфейса. В основном используются в BMX racing.
- Двух с половиной элементные (2.5-Piece), та же система, что и двухэлементные, но один из шатунов с валом не сварен, вал в него впресован
- Трёхэлементные (Three-Piece), самый распространённые в BMX freestyle, flatland, street — оба шатуна и вал являются отдельными деталями.

Систему шатунов различают по типу соединения, которое передаёт крутящий момент на звезду. Они могут быть с четырьмя шлицами (срез оси представляет с собой квадрат), 8-, 10-,16-, 24- и 48-шлицовыми.

### Педали
Педали для BMX делаются из алюминия, магния, пластмассы или нейлона. Магниевые педали легче алюминиевых, но более дорогие. Пластиковые педали самые лёгкие, но менее надёжные и имеют худшее сцепление в отличие от алюминиевых или магниевых. На дешёвых педалях обычно стальная ось и насыпные подшипники, на дорогих ось делается из хромомолибденового сплава и установлены промышленные подшипники. На некоторых педалях шипы ввинчиваются шестигранником. Также существуют педали с подшипниками скольжения (Odyssey JC\PC). Для более эффективного педалирования в BMX racing используются контактные педали, в которые нужно пристёгиваться.

### Втулки
Велосипедисты, выполняющие много скольжений на пегах, надевают специальные «щитки» на передние и задние втулки — «хабгарды» (англ. Hubguard, hub — втулка, guard — защитник)". Они предотвращают стирание фланцев втулки и спиц во время скольжения на пегах.
Передняя втулка

Корпус втулки в основном выполняется из алюминия. Во втулках для BMX применяются два закрытых промышленных, или насыпных подшипника. Втулка чаще всего имеет ось 10 мм, реже — 14 мм, в новых велосипедах для BMX racing 20мм. Наиболее популярен вариант, когда втулку на вилке держат болты, ввинчивающиеся в ось. Втулка рассчитана на 36 спиц, всё реже — на 48.
Задняя втулка
Корпус задней втулки, как и передней, чаще всего выполняется из алюминия, но может выполняться и из титана. Задние втулки имеют ось 14 или 10 миллиметров, или 3/8 дюйма, и могут удерживаться на раме гайками или болтами. Втулки бывают левосторонние и правосторонние. 

Задние втулки различают по сторонам свободного хода: в одну сторону (с использованием храпового механизма) и в две стороны (т. н. «фрикостеры» (англ. Freecoaster, free — свободно, coast — двигаться накатом). Фрикостер позволяет не крутить педали назад при езде задним ходом (Fakie), а также незначительно снижает потери при свободном ходе (в фривильных втулках ,,собачки трутся об боробан, а в фрикостерных нет). 

Существует три конструкции передачи усилия с цепи на втулку:
- Фривильная
 (англ. FreeWheel, Free — свободный, Wheel — колесо) 
Фривил — специальная велосипедная трещотка, навинчивающаяся на корпус втулки. Собачки и зацепы находятся в самом фривиле и закрыты его корпусом. В корпусе самой втулки, в основном, расположены три подшипника, два из них под фривилом. Традиционная конструкция фривила не позволяет сделать его меньше, чем на 13 зубьев (левосторонний фривил с метрической резьбой 30×1), или 16 зубьев (для стандартной английской резьбы 1.37"×24tpi).
- Кассетная
 У кассетных втулок всегда есть драйвер (англ. Driver - ведущий шкив) — звёздочка с храповым механизмом, передающим крутящий момент с цепи на колесо. Принцип работы втулки схож с принципом фривила, но в отличие от него собачки находятся внутри корпуса втулки. Драйвер или корпус втулки представляет с собой «кассету» для собачек и пружин храпового механизма. В драйвер чаще всего устанавливаются 2 или 3 промышленных шариковых подшипника, но может быть установлен один открытый роликовый или керамический (основанный на трении скольжения). Также применяются комбинации этих решений. Разделяются на два типа:

1. С зубчаткой в корпусе — в данном случае собачки и пружинка расположены на драйвере, есть варианты с 6, 4 и 3 собачками, а также разные системы пружин — одна круглая пружина на все собачки или же для каждой собачки своя пружина(такой способ обычно применяют для втулок с симметричным дизайном драйвера).
2. С зубчаткой на драйвере (также называется Q-lite) — в этом случае собачки и пружинки находятся в корпусе втулки, а роль зубчатки выполняет драйвер. Плюс этой системы в том, что есть возможность установить более мощный подшипник в драйвере. В таких втулках для каждой собачки идет своя пружина.

- Фрикостер
  бывают двух видов. С клатчем - в этих втулках на драйвере вместо собачек нанесена крупная резьба. Внутри корпуса втулки на драйвер накручена специальная гайка (клатч). Принцип таков: когда крутятся педали, драйвер «накручивает» на себя гайку, та прижимается к корпусу и крутит колесо. Когда ездок перестаёт крутить педали, гайка чуть-чуть «откручивается» и больше не касается корпуса. При свободном ходе драйвер полностью выходит из зацепления со втулкой, поэтому колесо может крутится в обе стороны, не передавая крутящий момент на педали. Во втулках без клатча принцип похож: внутри есть подвижный механизм, который когда ты крутишь педали вперёд упирается выступами в выемки на ответной стороне втулки и крутит колесо, а когда ты перестаёшь крутить педали то уже ответная часть проворачивается и не касается подвижного механизма. Более современные втулки с таким механизмом имеют около нулевой свободный ход ( холостая прокрутка педалей когда не передаётся усилие на колёса ), в отличии от втулок с клатчем, где основная проблема это большой свободный ход.

### Тормоза
Расположение тормозной системы в дисциплинах freestyle, flatland, street на раме идёт из расчёта на то, что при кручении руля или рамы вокруг него, тросики тормоза не будут запутываться и терять свою эффективность. В связи с этим, тросик переднего тормоза идёт внутри вилки, а в тормозе на заднее колесо используется специальный механизм — гироротор. Этот элемент расположен на рулевой колонке и представляет собой подшипник с креплениями для тормозных тросиков. На тросиках, до и после гироротора применяются разветвители: первый раздваивает (бочка) тросик, а второй — объединяет (бочка) их в один. Таким образом, на гироротор идут два тросика, расположенных по разным краям, делая нагрузку на него равномерной. Иногда вместо гироротора и разветвителей ставят один длинный тросик, причём такой длины, чтобы руль мог свободно сделать один или несколько полных оборотов. Некоторые BMX райдеры предпочитают вообще не ставить тормозов в целях снижения веса велосипеда или в зависимости от стиля катания. Для BMX racing используется обычные ободные тормоза, реже дисковые ( к гонкам не допускают участников без тормозов ).